# Złożoność oczekiwana
Złożoność oczekiwana określa złożoność średnią, czyli wartość oczekiwaną zmiennej losowej {\displaystyle f.} Jeśli wszystkie dane są jednakowo prawdopodobne (z prawdopodobieństwem niezerowym), wtedy wyraża się ona wzorem:
{\displaystyle {\frac {\displaystyle \sum _{d\in D}f(d)}{|D|}},}
gdzie:
{\displaystyle D} – zbiór wszystkich możliwych danych wejściowych,
{\displaystyle d} – jeden z elementów tego zbioru,
{\displaystyle f} – funkcja, która dla danego {\displaystyle d} zwraca liczbę operacji.